# 早池峰バス
早池峰バス株式会社（はやちねバス）は、かつて存在した岩手県交通の100%出資により設立されたバス会社。
設立時の本社は岩手県遠野市にあったが、事業の変遷に伴い北上市・奥州市江刺区へ移転したのち、遠野市へ再移転した。

## 概要
岩手県交通遠野営業所管内の一部路線の移管のために設立され、その後すべての路線を移管される。またJRバス東北遠野北線の一部も移管された。長らく遠野地区のみでの営業であったが2000年に江刺営業所を開設し江刺市営バスの運転・車両管理業務を受託。その後も徐々に業務を拡大し、一時は県交通の盛岡地区を除く全営業所の業務一切を受託、高速バス（花巻温泉・北上 - 仙台線「けんじライナー」、江刺 - 仙台線）の運行も行っていた。最終期は遠野・江刺に営業所を構え、遠野市に係る路線バスの運行および奥州市に係るコミュニティバス運行業務や市営バス・スクールバス・給食輸送車等公用車運転業務を受託していた。

## 歴史
- 1986年（昭和61年）
  - 7月3日 - 遠野市の岩手県交通廃止代替路線バスの受け皿として会社設立。
  - 10月1日 - 県交通遠野営業所管内の2路線を岩手県交通から移管し運行開始（遠野市及び宮守村に係る廃止路線代替バス）。
- 1992年（平成4年）7月 - 三陸海洋博覧会及び遠野市世界民話博覧会において臨時バス運行
- 2000年（平成12年）
  - 4月1日 - 江刺営業所（岩手県交通江刺整備工場跡地）を開設し、江刺市に係る廃止路線代替バス運行開始（のち江刺市営バスに移管される路線）。また江刺市スクールバス及び給食搬送車の運転、運行管理、車両管理等受託業務開始。
  - 7月1日 - 上記の廃止路線代替バスが白ナンバーの「江刺市営バス」（現：奥州市営バス）に転換となり、車両管理業務を受託（江刺営業所）。
- 2001年（平成13年）7月16日 - 遠野市から「市内100円循環バス」の運行業務を受託し、運行開始（遠野営業所）。
- 2003年（平成15年）8月1日 - 岩手県交通北上営業所構内に北上営業所を開設。高速バス仙台 - 花巻温泉線「けんじライナー」および仙台 - 江刺線の移管を受ける。

- 2004年（平成16年）

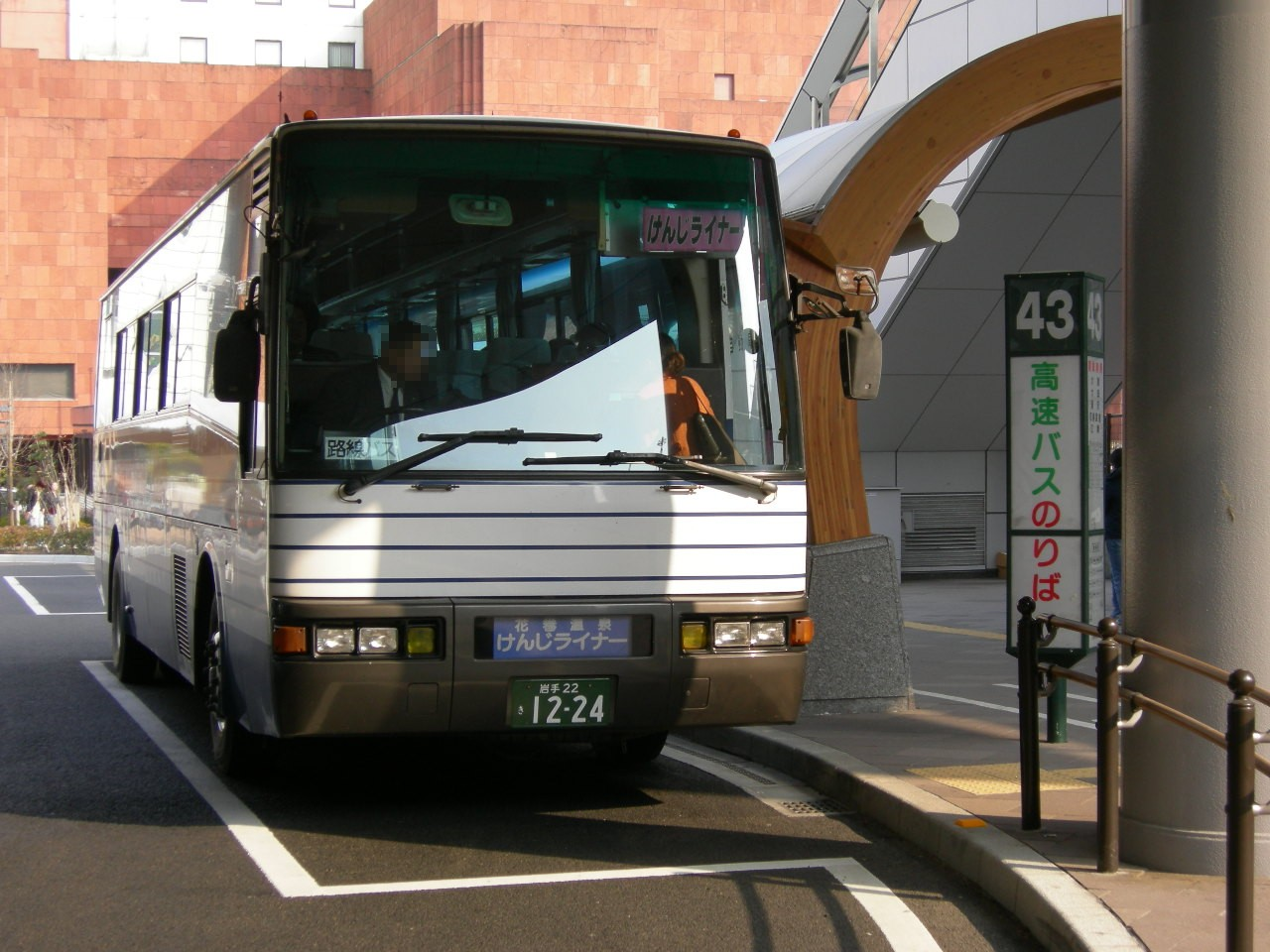
かつては高速バスも運行していた（「けんじライナー」）

  - 3月31日 - 遠野営業所管内の宮守村廃止路線代替バス廃止（白ナンバーの宮守村営バスとなり、他事業者に運転業務委託）
  - 4月1日 -
    - 本社を北上駅東口の旧県交通本社へ移転。
    - 岩手県交通の「事業の管理の受委託」実施に伴い、盛岡地区以外の運転・運行管理・整備業務を受託（詳細は後述）。
    - 花巻・北上・胆江・一関・高田・釜石に貸切営業所を開設し、花巻市「ふくろう号」・北上市・水沢市「Zバス」・一関市「なのはな号」・平泉町・陸前高田市・釜石市コミュニティバス運行開始（平泉町は平成16年5月まで）
    - 高速バス仙台 - 江刺線の担当営業所を北上営業所から胆江営業所に変更。
    - JRバス東北より遠野定期観光（遠野物語めぐり号）を引き継ぎ運行開始

  - 5月1日 - 石鳥谷町コミュニティバス運行開始（花巻営業所）
  - 10月1日 - 遠野盛岡線（県立中央病院）運行開始（遠野営業所）
- 2005年（平成17年）
  - 4月 - 釜石市コミュニティバス廃止（釜石営業所）。一関市西部学校給食センター配送車業務受託（一関営業所）
  - 5月 - 遠野北上線（小田島眼科）、住田町八日町北上線（小田島眼科）運行開始
- 2006年（平成18年）
  - 3月31日 - 陸前高田市コミュニティバス廃止（高田営業所）
  - 10月1日 - 道路運送法改正に伴い、21条貸切事業者から新4条乗合事業者となる。
- 2007年（平成19年）
  - 4月1日 -
    - 岩手県交通関連の「事業の管理の受委託」解消。大船渡・高田・釜石・千厩の各営業所を廃止。胆江営業所を江刺営業所に、北上営業所を花巻営業所に統合。
    - 高速バス「けんじライナー」及び仙台 - 江刺線廃止（岩手県交通へ移管）

  - x月x日 - 本社を北上市川岸から、奥州市江刺区豊田町（江刺バスターミナル内）へ移転。
  - 11月 - 遠野〜小黒沢・外山線路線一部休止（デマンドタクシー試行対応による）
- 2008年（平成20年）
  - 4月1日 -
    - 花巻市及び一関市のコミュニティバスを岩手県交通に移管（一関営業所廃止）
    - 奥州市水沢南中学校スクールバス受託運行開始（江刺営業所）

  - 10月1日 -
    - 休止中の遠野〜小黒沢・外山線路線一部廃止（遠野営業所）
    - 石鳥谷健康バス（花巻営業所）が石鳥谷地域予約乗合タクシーの試験運行開始に伴い、運行休止[1]。
- 2009年（平成21年）
  - 3月 - 江刺ターミナルプラザ乗車券販売等の運営開始
  - 4月2日 - 北上市コミュニティバスの受託者が岩手県交通北上営業所に変更となる。
  - 10月1日 -
    - 岩手県交通南股線・北股線の廃止に伴い試行運行される奥州市衣川バス（「星空号北（ほく）ちゃん」「星空号南（みなみ）ちゃん」）の運行業務を受託（江刺営業所）。
    - 花巻市内循環バスの受託者が早池峰バスから岩手県交通に変更となる。（花巻営業所廃止）

  - 11月 - 遠野営業所管内路線フリー乗降区間全線に恒り増設
- 2010年（平成22年）
  - 6月 - 遠野定期観光（遠野物語めぐり号）水木しげるデザインラッピングバスで運行
  - 10月1日 - 奥州市衣川バス本格運行開始（ジャスコ前沢店〜古都の遊食 2系統）試行運行時の末端区間は地元のタクシー事業者が受託。
- 2017年（平成29年）
  - 3月31日 -当日の運行をもって業務を終了。翌4月1日より全業務を岩手県交通へ移管。
- 2018年（平成30年）
  - 7月11日 - 清算が結了し、法人格消滅[2]。

## 営業所
- 本社営業所（旧岩手県交通遠野営業所）
  - 遠野地区一般路線バス
- 江刺営業所（旧岩手県交通江刺整備工場）
  - 奥州市営バス（江刺区）
  - 奥州市Zバス（水沢区）
  - 奥州市衣川バス（衣川区）
- 江刺バスターミナル

### 廃止された営業所
次項で示す管理の受委託を実施した営業所ではなく、早池峰バスの車両が配置されていた営業所を示す。所在地はすべて岩手県交通の営業所に併設されていた。
- 北上営業所（2004年4月開設〜2007年3月花巻へ統合）
  - けんじライナー
  - 仙台 - 江刺線
  - 北上市コミュニティバス
- 花巻営業所（2004年4月開設〜2009年3月閉鎖）
  - 花巻市コミュニティバス
  - 石鳥谷町コミュニティバス
  - 北上市コミュニティバス（北上統合時に移管）
- 胆江営業所（2004年4月開設〜2007年3月江刺へ統合）
  - 奥州市Zバス
- 一関営業所（2004年4月開設〜2008年3月閉鎖）
  - 一関市なの花バス
- 高田営業所（2004年4月開設〜2006年3月閉鎖）
  - 陸前高田市コミュニティバス
- 釜石営業所（2004年4月開設〜2005年3月閉鎖）
  - 釜石市コミュニティバス

## 岩手県交通から管理委託されていた営業所
2004年4月1日〜2007年3月31日の間、岩手県交通の以下の営業所において管理の受委託が行われた。具体的には運転・運行管理・整備業務であり、岩手県交通のバスでありながら運転等実際の業務を行っているのは早池峰バスの社員であった。なお、受委託に伴い岩手県交通の当該営業所に所属していた社員は1%の賃金カットの上、早池峰バスへ出向となった。現在は管理の受委託は解消されているため、出向となった社員は賃金カットも解消され岩手県交通に復帰している。
- 北上営業所
  - 花巻バスターミナル
  - 湯本バスターミナル
- 胆江営業所
- 一関営業所
  - 千厩バスターミナル
- 大船渡営業所
  - 高田バスターミナル
- 釜石営業所

## 一般路線
- 青笹線（清養園 - 遠野営業所 - 遠野駅 - 学校前 - 大草里）
- 来内線（遠野営業所 - 遠野駅 - 遠野病院 - 上郷町 - 中平倉 - 廻立 - 来内権現 - 〆田）
- 足ヶ瀬線（遠野営業所 - 遠野駅 - 遠野病院 - 前川原 - 上郷 - 番屋 - 足ヶ瀬）
- 綾織線（遠野営業所 - 福祉の里 - 遠野病院 - 遠野駅 - 日影 - 砂子沢 - 学校前 - 続石 - 滝沢）
- 松崎線（遠野営業所 - 遠野駅 - 遠野病院 - 北小前 - 松崎 - 駒木 - ふるさと村 - 荒屋 - 坂の下）
- 小友線（遠野営業所 - 福祉の里 - 遠野病院 - 遠野駅 - 二日町 - 鱒沢 - 小友 - 小黒沢/荷沢峠）
- 土淵線（遠野営業所 - 遠野駅 - 遠野病院 - 福祉の里 - 飯豊 - 伝承園 - 柏崎 -  山口 - 西内 - 恩徳）
- 附馬牛線（遠野営業所 - 遠野駅 - 遠野病院 - 足洗川 - 福泉寺 - ふるさと村 - 上柳 - 坂の下 - 小出 - 大出）
- 盛岡線（遠野駅 - 遠野営業所 - 達曽部 - 日赤前 - 盛岡バスセンター - 岩手医大前 - 県立中央病院）
  - 綾織線と小友線は、土曜・日曜・休日は福祉の里を経由しない。
  - 盛岡線は月・木曜運行（祝日・年末年始運休）で、予約制。
  - 遠野市内の早池峰バスの路線バスでは、岩手県交通発行のバスカードが利用できない（カード機器未搭載のため）。